# Philipp Scherbe

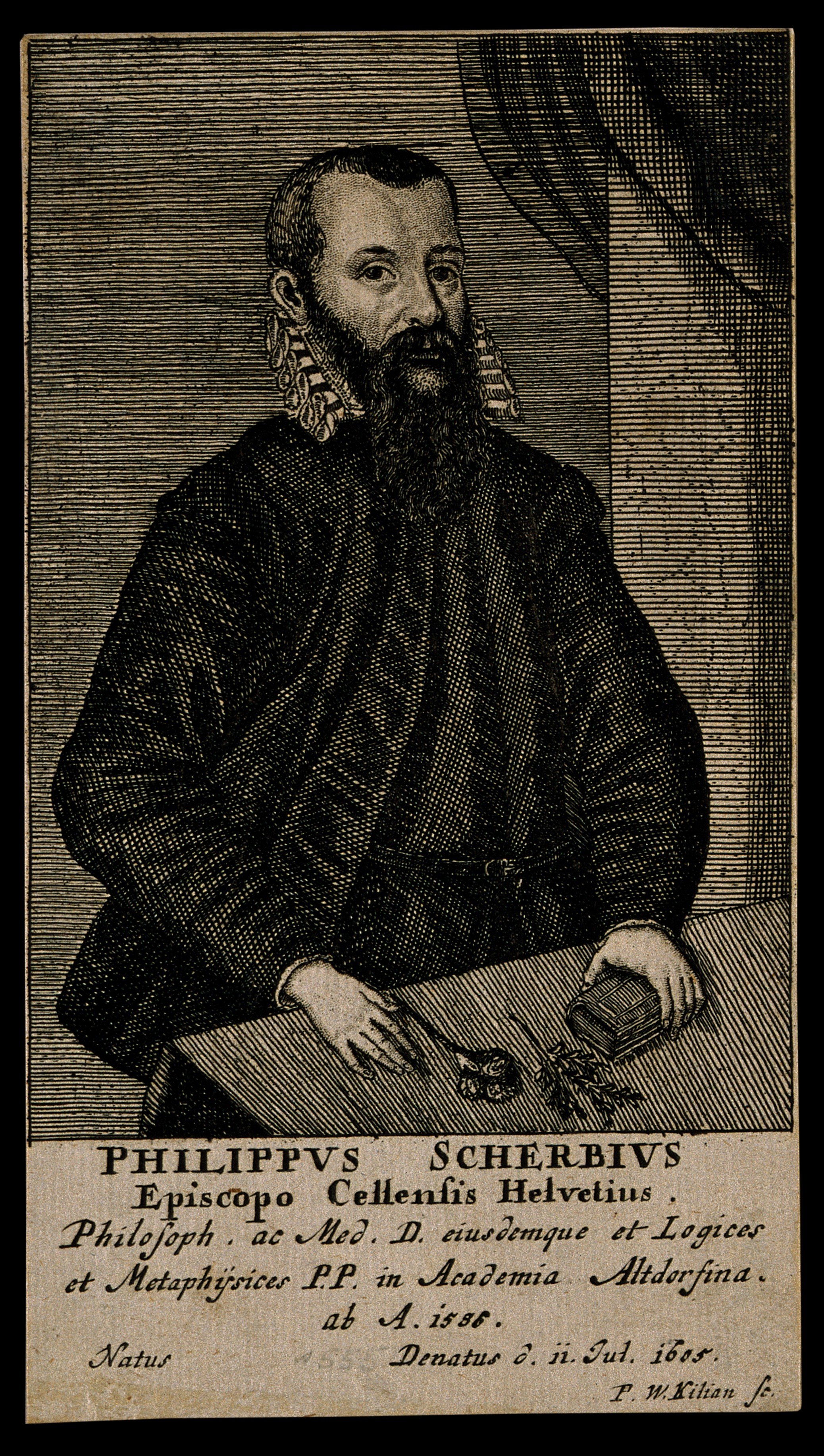
Philipp Scherbe (1728)

Philipp Scherbe (auch Philipp(us) Scherbius oder Philipp Scherb, * 1553 in Bischofszell; † 11. Juni 1605 in Altdorf bei Nürnberg) war ein Schweizer Mediziner und Philosoph.

## Leben
Scherbe immatrikulierte sich 1567/8 an der Universität Basel, wo er 1572 in die medizinische Fakultät wechselte, schrieb sich am 10. August 1577 in Heidelberg ein, am 15. Dezember 1578 in Padua, besuchte 1579 die Universität Bologna und immatrikulierte sich am 29. September 1579 an der Universität Rom. Am 6. September 1580 schließlich wurde er in Basel zum Doktor der Medizin promoviert.
Dort lehrte er in den Jahren von 1581 bis 1586 Logik, 1584 auch ein Jahr Ethik und Medizin als Nachfolger Thomas Erastus’. 1586 folgte er einem Ruf an die Universität Altdorf, wo er – als Kollege Nikolaus Taurellus’ – auf einem neugeschaffenen zweiten Lehrstuhl für Medizin vor allem jene nach den Texten von Galenos, Hippokrates von Kos und Aristoteles las, aber auch Logik und Physik.
Zu seinen Schülern zählen Caspar Hofmann und Ernst Soner, der nach Scherbes Tod 1605 dessen Professur für praktische Medizin in Altdorf übernahm. Philipp Scherbe vertrat einen ausgeprägten Aristotelismus und übernahm den Antiparacelsismus seines Heidelberger Lehrers Thomas Erastus.